# Basketball-Europameisterschaft der Damen 2019
Die Basketball-Europameisterschaft 2019 der Damen (offiziell: Eurobasket Women 2019) war die 37. Austragung des Wettbewerbs. Sie fand vom 27. Juni bis zum 7. Juli 2019 in Serbien und Lettland statt und wurde von der FIBA Europa organisiert.

## Qualifikation
Die Qualifikationsspiele wurden im Zeitraum vom 11. November 2017 bis zum 21. November 2018 ausgetragen.

## Austragungsorte
Es wird in drei serbischen und einer lettischen Arena gespielt.
| Belgrad |

| Niš |

| Zrenjanin |

| Riga |

| Belgrad |

| Niš |

| Zrenjanin |

| Riga |

## Vorrunde
In der Vorrunde spielen jeweils vier Mannschaften in vier Gruppen gegeneinander. Der Sieger eines Spiels erhält zwei Punkte, der Verlierer einen Punkt. Steht ein Spiel am Ende der regulären Spielzeit unentschieden, so erfolgt eine Verlängerung.
| Lostopf 1                                  | Lostopf 2                                   | Lostopf 3                                 | Lostopf 4                                         |
| ------------------------------------------ | ------------------------------------------- | ----------------------------------------- | ------------------------------------------------- |
| - Frankreich - Spanien - Russland - Türkei | - Belgien - Lettland - Italien - Tschechien | - Serbien - Ukraine - Ungarn - Montenegro | - Slowenien - Belarus - Großbritannien - Schweden |

Legende:
|  | für Viertelfinale qualifiziert         |
|  | Qualifikationsspiele für Viertelfinale |

### Gruppe A –Riga
Tabelle
| Platz | Team           | Spiele | Siege | Niederl. | Körbe   | Punkte | Diff. |
| ----- | -------------- | ------ | ----- | -------- | ------- | ------ | ----- |
| 1     | Spanien        | 3      | 3     | 0        | 221:192 | 6      | +29   |
| 2     | Großbritannien | 3      | 2     | 1        | 201:181 | 5      | +20   |
| 3     | Lettland       | 3      | 1     | 2        | 198:207 | 4      | −9    |
| 4     | Ukraine        | 3      | 0     | 3        | 205:245 | 3      | −40   |

Spiele
| Spiel | Datum               | Team 1         | Team 2         | 1. Q. | 2. Q. | 3. Q. | 4. Q. | Verl. | Ergebnis |
| ----- | ------------------- | -------------- | -------------- | ----- | ----- | ----- | ----- | ----- | -------- |
| A1    | 27. Juni 2019 18:30 | Großbritannien | Lettland       | 24:17 | 17:22 | 24:10 | 9:11  | –     | 74:60    |
| A2    | 27. Juni 2019 21:00 | Ukraine        | Spanien        | 23:19 | 19:28 | 18:29 | 17:19 | –     | 77:95    |
| A3    | 28. Juni 2019 18:30 | Lettland       | Ukraine        | 15:14 | 26:20 | 17:14 | 24:26 | –     | 82:74    |
| A4    | 28. Juni 2019 21:00 | Spanien        | Großbritannien | 14:14 | 17:20 | 17:9  | 19:16 | –     | 67:59    |
| A5    | 30. Juni 2019 13:00 | Ukraine        | Großbritannien | 14:19 | 10:16 | 21:9  | 9:24  | –     | 54:68    |
| A6    | 30. Juni 2019 18:30 | Lettland       | Spanien        | 17:17 | 8:18  | 10:14 | 21:10 | –     | 56:59    |

### Gruppe B –Riga
Tabelle
| Platz | Team       | Spiele | Siege | Niederl. | Körbe   | Punkte | Diff. |
| ----- | ---------- | ------ | ----- | -------- | ------- | ------ | ----- |
| 1     | Frankreich | 3      | 3     | 0        | 233:179 | 6      | +54   |
| 2     | Schweden   | 3      | 1     | 2        | 196:193 | 4      | +3    |
| 3     | Montenegro | 3      | 1     | 2        | 174:212 | 4      | −38   |
| 4     | Tschechien | 3      | 1     | 2        | 189:208 | 4      | −19   |

Spiele
| Spiel | Datum               | Team 1     | Team 2     | 1. Q. | 2. Q. | 3. Q. | 4. Q. | Verl. | Ergebnis |
| ----- | ------------------- | ---------- | ---------- | ----- | ----- | ----- | ----- | ----- | -------- |
| B1    | 27. Juni 2019 13:00 | Schweden   | Montenegro | 23:8  | 14:13 | 18:10 | 18:18 | –     | 67:51    |
| B2    | 27. Juni 2019 15:30 | Frankreich | Tschechien | 19:20 | 9:15  | 22:15 | 24:11 | –     | 74:61    |
| B3    | 28. Juni 2019 13:00 | Tschechien | Schweden   | 14:14 | 16:30 | 22:9  | 19:11 | –     | 71:64    |
| B4    | 27. Juni 2019 15:30 | Montenegro | Frankreich | 13:24 | 12:22 | 13:21 | 15:21 | –     | 53:88    |
| B5    | 30. Juni 2019 15:30 | Tschechien | Montenegro | 11:20 | 13:19 | 14:12 | 19:19 | –     | 57:70    |
| B6    | 30. Juni 2019 21:00 | Schweden   | Frankreich | 9:17  | 16:18 | 16:16 | 24:20 | –     | 65:71    |

### Gruppe C –Niš
Tabelle
| Platz | Team      | Spiele | Siege | Niederl. | Körbe   | Punkte | Diff. |
| ----- | --------- | ------ | ----- | -------- | ------- | ------ | ----- |
| 1     | Ungarn    | 3      | 2     | 1        | 205:194 | 5      | +11   |
| 2     | Italien   | 3      | 2     | 1        | 183:170 | 5      | +13   |
| 3     | Slowenien | 3      | 1     | 2        | 203:218 | 4      | −15   |
| 4     | Türkei    | 3      | 1     | 2        | 168:177 | 4      | −9    |

Spiele
| Spiel | Datum               | Team 1    | Team 2    | 1. Q. | 2. Q. | 3. Q. | 4. Q. | Verl. | Ergebnis |
| ----- | ------------------- | --------- | --------- | ----- | ----- | ----- | ----- | ----- | -------- |
| C1    | 27. Juni 2019 16:00 | Ungarn    | Slowenien | 22:25 | 14:14 | 23:30 | 29:15 | –     | 88:84    |
| C2    | 27. Juni 2019 18:30 | Türkei    | Italien   | 17:10 | 8:16  | 12:10 | 17:21 | –     | 54:57    |
| C3    | 28. Juni 2019 16:00 | Slowenien | Türkei    | 14:14 | 16:15 | 16:18 | 16:8  | –     | 62:55    |
| C4    | 28. Juni 2019 18:30 | Italien   | Ungarn    | 11:18 | 15:7  | 7:14  | 18:20 | –     | 51:59    |
| C5    | 30. Juni 2019 16:00 | Ungarn    | Türkei    | 14:19 | 12:8  | 15:20 | 17:12 | –     | 58:59    |
| C6    | 30. Juni 2019 18:30 | Italien   | Slowenien | 18:21 | 18:11 | 20:11 | 19:14 | –     | 75:57    |

### Gruppe D –Zrenjanin
Tabelle
| Platz | Team     | Spiele | Siege | Niederl. | Körbe   | Punkte | Diff. |
| ----- | -------- | ------ | ----- | -------- | ------- | ------ | ----- |
| 1     | Serbien  | 3      | 3     | 0        | 202:182 | 6      | +20   |
| 2     | Belgien  | 3      | 1     | 2        | 194:193 | 4      | +1    |
| 3     | Russland | 3      | 1     | 2        | 193:206 | 4      | −13   |
| 4     | Belarus  | 3      | 1     | 2        | 184:192 | 4      | −8    |

Spiele
| Spiel | Datum               | Team 1   | Team 2   | 1. Q. | 2. Q. | 3. Q. | 4. Q. | Verl. | Ergebnis |
| ----- | ------------------- | -------- | -------- | ----- | ----- | ----- | ----- | ----- | -------- |
| D1    | 27. Juni 2019 17:45 | Russland | Belgien  | 19:16 | 13:24 | 15:13 | 7:14  | –     | 54:67    |
| D2    | 27. Juni 2019 20:30 | Belarus  | Serbien  | 16:18 | 16:11 | 10:12 | 11:14 | –     | 53:55    |
| D3    | 28. Juni 2019 17:45 | Belgien  | Belarus  | 19:21 | 18:14 | 15:18 | 9:16  | –     | 61:69    |
| D4    | 28. Juni 2019 20:30 | Serbien  | Russland | 23:16 | 18:16 | 12:21 | 24:10 | –     | 77:63    |
| D5    | 30. Juni 2019 17:45 | Belarus  | Russland | 19:15 | 8:18  | 14:19 | 21:24 | –     | 62:76    |
| D6    | 30. Juni 2019 20:30 | Belgien  | Serbien  | 15:16 | 19:10 | 14:16 | 18:28 | –     | 66:70    |

## Finalrunde

### Qualifikation für das Viertelfinale
| Datum              | Ort     | Team 1         | Team 2     | 1. Q. | 2. Q. | 3. Q. | 4. Q. | Verl. | Ergebnis |
| ------------------ | ------- | -------------- | ---------- | ----- | ----- | ----- | ----- | ----- | -------- |
| 1. Juli 2019 18:30 | Riga    | Schweden       | Lettland   | 23:14 | 22:9  | 14:17 | 18:22 | –     | 77:62    |
| 1. Juli 2019 21:00 | Riga    | Großbritannien | Montenegro | 22:14 | 22:27 | 25:19 | 23:11 | –     | 92:71    |
| 2. Juli 2019 18:30 | Belgrad | Belgien        | Slowenien  | 10:20 | 24:12 | 19:19 | 19:16 | –     | 72:67    |
| 2. Juli 2019 21:00 | Belgrad | Italien        | Russland   | 17:17 | 16:12 | 12:18 | 9:16  | –     | 54:63    |

### Turnierbaum
|  | Viertelfinale  | Viertelfinale  |            |                | Halbfinale       | Halbfinale |  |  | Finale  | Finale  |
|  |                |                |            |                |                  |            |  |  |         |         |
|  | 4. Juli        |                |            |                |                  |            |  |  |         |         |
|  | Spanien        | 78             |            |                |                  |            |  |  |         |         |
|  | Spanien        | 78             | 6. Juli    |                |                  |            |  |  |         |         |
|  | Russland       | 54             |            |                |                  |            |  |  |         |         |
|  | Russland       | 54             | Spanien    | 71             |                  |            |  |  |         |         |
|  |                |                | Spanien    | 71             |                  |            |  |  |         |         |
|  |                | Serbien        | 66         |                |                  |            |  |  |         |         |
|  | Serbien        | Serbien        | 66         | 87             |                  |            |  |  |         |         |
|  | Serbien        |                |            | 87             |                  |            |  |  |         |         |
|  | Schweden       | 49             |            | 7. Juli        | 7. Juli          |            |  |  |         |         |
|  | 4. Juli        | 4. Juli        | Spanien    | 86             |                  |            |  |  |         |         |
|  | 4. Juli        | 4. Juli        |            | Frankreich     | 66               |            |  |  |         |         |
|  | Frankreich     | 84             |            |                |                  |            |  |  |         |         |
|  | Belgien        | 80             |            |                |                  |            |  |  |         |         |
|  | Belgien        | 80             | Frankreich | 63             |                  |            |  |  |         |         |
|  |                |                | Frankreich | 63             | Spiel um Platz 3 |            |  |  |         |         |
|  |                | Großbritannien | 56         |                |                  |            |  |  |         |         |
|  | Ungarn         | Großbritannien | 56         | 59             | Serbien          | 81         |  |  |         |         |
|  | Ungarn         | 6. Juli        |            | 59             | Serbien          | 81         |  |  |         |         |
|  | Großbritannien | 62             |            | Großbritannien | 55               |            |  |  |         |         |
|  | Großbritannien | 62             |            |                | 55               |            |  |  |         |         |
|  | 4. Juli        | 4. Juli        |            |                |                  |            |  |  | 7. Juli | 7. Juli |

#### Plätze 5 bis 8
|  | Kleines Halbfinale | Kleines Halbfinale |         |  | Finalrunden 5.–8. Platz | Finalrunden 5.–8. Platz |
|  |                    |                    |         |  |                         |                         |
|  | Belgien            | 72                 |         |  |                         |                         |
|  | Ungarn             | 56                 |         |  |                         |                         |
|  | 6. Juli            |                    |         |  |                         |                         |
|  |                    |                    | 7. Juli |  |                         |                         |
|  |                    |                    |         |  |                         |                         |
|  |                    |                    |         |  |                         |                         |
|  |                    |                    |         |  |                         |                         |
|  | 7. und 8. Platz    |                    |         |  |                         |                         |
|  | 6. Juli            |                    |         |  |                         |                         |
|  | Russland           | 52                 |         |  |                         |                         |
|  | Schweden           | 57                 |         |  | 7. Juli                 | 7. Juli                 |

### Viertelfinale
| Datum              | Ort     | Team 1     | Team 2         | 1. Q. | 2. Q. | 3. Q. | 4. Q. | Verl. | Ergebnis   |
| ------------------ | ------- | ---------- | -------------- | ----- | ----- | ----- | ----- | ----- | ---------- |
| 4. Juli 2019 12:30 | Belgrad | Ungarn     | Großbritannien | 13:15 | 9:17  | 16:16 | 21:14 | –     | 59:62      |
| 4. Juli 2019 15:00 | Belgrad | Spanien    | Russland       | 19:16 | 25:12 | 17:17 | 17:9  | –     | 78:54      |
| 4. Juli 2019 18:00 | Belgrad | Frankreich | Belgien        | 27:16 | 8:16  | 19:22 | 14:14 | 16:12 | 84:80 (OT) |
| 4. Juli 2019 20:30 | Belgrad | Serbien    | Schweden       | 21:12 | 22:9  | 21:12 | 23:16 | –     | 87:49      |

### Plätze 5 bis 8
Die beiden Sieger der Partien erhalten je einen Platz für ein Qualifikationsturnier zu den Olympischen Sommerspielen 2020 in Tokio.
| Datum              | Ort     | Team 1   | Team 2   | 1. Q. | 2. Q. | 3. Q. | 4. Q. | Verl. | Ergebnis |
| ------------------ | ------- | -------- | -------- | ----- | ----- | ----- | ----- | ----- | -------- |
| 6. Juli 2019 12:30 | Belgrad | Belgien  | Ungarn   | 12:17 | 27:08 | 18:12 | 15:19 | –     | 72:56    |
| 6. Juli 2019 15:00 | Belgrad | Russland | Schweden | 10:12 | 16:15 | 13:16 | 13:14 | –     | 52:57    |

### Halbfinale
| Datum              | Ort     | Team 1     | Team 2         | 1. Q. | 2. Q. | 3. Q. | 4. Q. | Verl. | Ergebnis |
| ------------------ | ------- | ---------- | -------------- | ----- | ----- | ----- | ----- | ----- | -------- |
| 6. Juli 2019 18:00 | Belgrad | Frankreich | Großbritannien | 12:16 | 22:18 | 18:12 | 11:10 | –     | 63:56    |
| 6. Juli 2019 20:30 | Belgrad | Spanien    | Serbien        | 21:11 | 16:19 | 21:20 | 13:16 | –     | 71:66    |

### Spiel um Platz 3
| Datum              | Ort     | Team 1  | Team 2         | 1. Q. | 2. Q. | 3. Q. | 4. Q. | Verl. | Ergebnis |
| ------------------ | ------- | ------- | -------------- | ----- | ----- | ----- | ----- | ----- | -------- |
| 7. Juli 2019 17:30 | Belgrad | Serbien | Großbritannien | 25:16 | 15:17 | 21:06 | 20:16 | –     | 81:55    |

### Endspiel
| Datum              | Ort     | Team 1  | Team 2     | 1. Q. | 2. Q. | 3. Q. | 4. Q. | Verl. | Ergebnis |
| ------------------ | ------- | ------- | ---------- | ----- | ----- | ----- | ----- | ----- | -------- |
| 7. Juli 2019 20:30 | Belgrad | Spanien | Frankreich | 32:21 | 18:15 | 20:20 | 16:10 | –     | 86:66    |